# François Damiens
Pour les articles homonymes, voir Damiens.
Ne doit pas être confondu avec Robert-François Damiens.
François Damiens, né le 17 janvier 1973 à Uccle (Bruxelles-Capitale), est un humoriste et acteur belge.
Après une carrière d'humoriste en Belgique, il est révélé en France en 2010 par son rôle dans la comédie romantique L'Arnacœur, qui lui vaut une sélection au César du meilleur acteur dans un second rôle. Il confirme en tête d'affiche de la comédie Une pure affaire, d'Alexandre Coffre, en 2011.
Par la suite, il s'illustre dans un registre dramatique : il est sélectionné pour le César du meilleur acteur dans un second rôle 2014 pour Suzanne, puis à nouveau pour le César du meilleur acteur 2015 pour La Famille Bélier. Puis sa performance dans le drame Les Cowboys lui vaut une sélection pour le César du meilleur acteur en 2016.

## Biographie

### Jeunesse et formation
François Damiens suit ses études secondaires au collège Cardinal-Mercier à Braine-l'Alleud, dans une filière sciences-économiques. Il poursuit ses études supérieures à l'École pratique des hautes études commerciales, dans la filière commerce international et fait un stage en Australie.

### Carrière belge (1999-2004)
Il débute comme assistant de production pour l'émission de caméras cachées Si c'était vous sur RTL TVI en 1999. À la suite d'un défi, il remplace l'animateur Jean-Michel Zecca pour un tournage en tant que protagoniste dans les caméras cachées mais se révèle si doué dans l'exercice qu'il est promu animateur permanent à la place de Jean-Michel Zecca. Il se crée le personnage de François L’embrouille, râleur, condescendant, incompétent, idiot et d’une mauvaise foi à toute épreuve qui endosse les habits de professionnels divers et variés et qui parvient toujours à surprendre, énerver ou gêner ses interlocuteurs piégés. Ce personnage est à l’opposé de sa personnalité, attachante, généreuse et empreinte d’une certaine timidité.
Devenu très populaire en Belgique, il doit arrêter ses tournages en 2004 car il ne peut plus jouer sans être reconnu ; il vient alors en France poursuivre son activité. Il y acquiert, ainsi qu'en Suisse, une certaine célébrité grâce à la diffusion de ses canulars sur Canal+ et via internet.

### Second rôle comique dans le cinéma français (2006-2010)

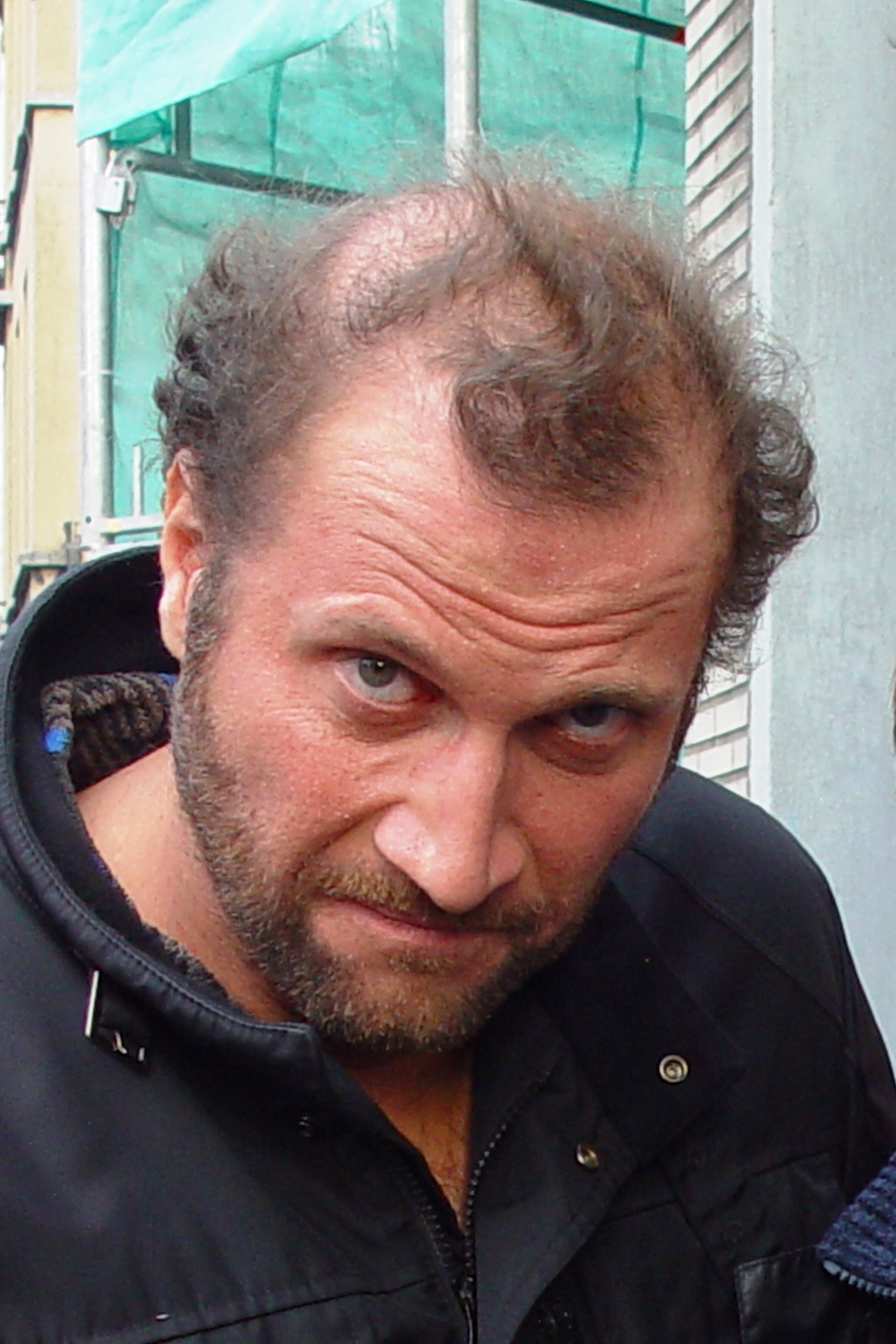
L'acteur en octobre 2007, sur le tournage de JCVD à Bruxelles.

François Damiens commence sa carrière cinématographique en France en 2006 quand Michel Hazanavicius l'embauche pour jouer dans OSS 117 : Le Caire, nid d'espions ; il n'avait encore jamais tourné au cinéma. 
Il enchaîne dès lors les seconds rôles dans des comédies, parfois pour des rôles sans noms : Dikkenek, d'Olivier Van Hoofstadt (2006), Taxi 4, de Gérard Krawczyk (2007), 15 ans et demi, de François Desagnat (2008), JCVD, de Mabrouk El Mechri (2008), La Personne aux deux personnes, de Nicolas et Bruno (2008), Seuls Two, d'Éric et Ramzy (2008), Les Enfants de Timpelbach, de Nicolas Bary (2008), Incognito, d'Éric Lavaine (2009).
L'année 2009 lui permet de franchir un cap : non seulement il prête ses traits au voisin Monsieur Blédur dans l'adaptation très attendue Le Petit Nicolas, de Laurent Tirard, mais la scénariste / réalisatrice Axelle Ropert lui confie aussi son premier rôle principal, celui d'un film à petit budget, La Famille Wolberg. Mais c'est l'année 2010 qui le lance définitivement comme une valeur comique sûre du cinéma belge.
En 2010, il joue dans la campagne de pub des Pringles Xtreme en France. Mais au cinéma, le réalisateur Éric Lavaine lui confie un second rôle plus important que lors de leur précédente collaboration : dans Protéger et servir, Damiens évolue en effet aux côtés du tandem de stars Kad Merad – Clovis Cornillac, et de Carole Bouquet. Mais c'est le gros succès de la comédie romantique L'Arnacœur, de Pascal Chaumeil, portée par Romain Duris et Vanessa Paradis qui le révèle. Sa performance dans le rôle du technicien de l'équipe, se chamaillant sans cesse avec son épouse incarnée par Julie Ferrier lui vaut une nomination au Magritte du cinéma mais aussi au César du meilleur acteur dans un second rôle en 2011. Il ne remporte pas le trophée, mais déride la soirée par un passage remarqué.

### Tête d'affiche (2011-2012)

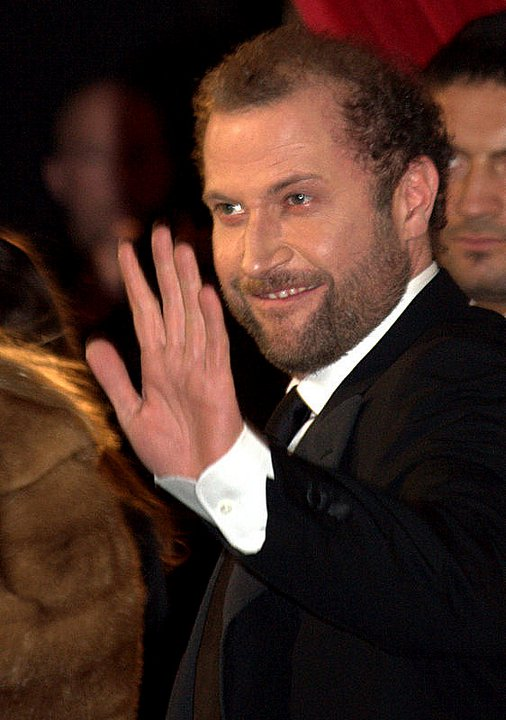
L'acteur à la des César en 2011, pour Une pure affaire.

L'année suivante, il confirme avec quatre longs-métrages : tout d'abord, Dany Boon lui confie un rôle dans sa comédie très attendue Rien à déclarer ; puis il seconde Jacques Gamblin et Maria de Medeiros dans Ni à vendre ni à louer de Pascal Rabaté. Mais surtout, il est la tête d'affiche masculine de deux films : La Délicatesse, de Stéphane et David Foenkinos, où il forme un couple de cinéma improbable avec Audrey Tautou. Puis il partage l'affiche de Une pure affaire avec Pascale Arbillot, sous la direction de Alexandre Coffre, qui adapte une nouvelle de Matthew Kneale. Le film est très bien reçu par la critique.
Pour le journal Le Figaro, les deux acteurs « excellent dans cette poudreuse comédie ». Damiens est couronné du Prix d'Interprétation masculine au Festival international du film de comédie de l'Alpe d'Huez. Sa partenaire Pascale Arbillot reçoit le Prix d'interprétation féminine, et le film obtient le Prix Spécial du Jury. Enfin, il est nommé Chevalier de l'Ordre des Arts et des Lettres (France).
En 2012, il continue avec trois films : il partage l'affiche de la comédie Torpedo, de Matthieu Donck, avec Audrey Dana, qui passe cependant inaperçu. Cependant, il accepte aussi un second rôle dans la comédie fauchée mais au gros succès commercial, Les Kaïra, premier long-métrage de Franck Gastambide, et porte l'acclamée comédie dramatique franco-luxembourgeois-belge Tango libre, de Frédéric Fonteyne, qui est acclamé par la critique et reçoit plusieurs récompenses.

### Confirmation dramatique (2013-2019)

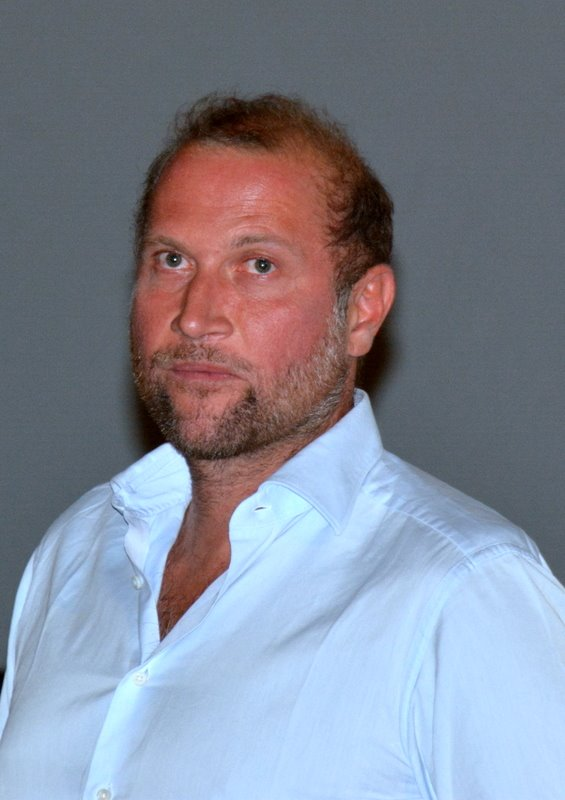
L'acteur en août 2014, à l'avant-première de La Famille Bélier.

L'année suivante, il continue dans la veine d'un cinéma indépendant : il tient le premier rôle masculin de Tip Top, comédie décalée de Serge Bozon menée par Isabelle Huppert et Sandrine Kiberlain, et tient le premier rôle de la comédie noire Je fais le mort, de Jean-Paul Salomé. Mais il impressionne aussi dans un registre dramatique : tout d'abord en faisant partie du casting choral du drame Gare du Nord, de Claire Simon, mais surtout en donnant la réplique à Sara Forestier et Adèle Haenel, les deux jeunes héroïnes de l'acclamé drame Suzanne, de Katell Quillévéré. Sa performance lui vaut une d'être récompensé dans la catégorie « meilleur acteur dans un second rôle », au Festival international du film de Thessalonique 2013, mais aussi de recevoir une nomination au César du meilleur acteur dans un second rôle 2014.
L'année 2014 est marquée par le succès surprise de la comédie dramatique La Famille Bélier, d'Éric Lartigau, où il joue un père de famille sourd, aux côtés de Karin Viard et de la jeune révélation Louane. Il décroche sa première nomination dans la catégorie « meilleur acteur », aux César 2015et aux Globes de Cristal 2015.
En 2015, il évolue dans deux projets très différents : il tient un second rôle de luxe dans la comédie culte belge Le Tout Nouveau Testament, de Jaco Van Dormael, portée par la prestation de Benoît Poelvoorde. Mais il est surtout la tête d'affiche du drame français Les Cowboys, de Thomas Bidegain. Il décroche sa seconde nomination au César du meilleur acteur aux César 2016.
Il revient à la comédie pour Des nouvelles de la planète Mars, de Dominik Moll, qui l'oppose à une autre valeur montante de la comédie, Vincent Macaigne ; puis il fait partie du casting quatre étoiles réuni par Yvan Attal pour son ambitieux film à sketchs Ils sont partout. Enfin, il tient un second rôle dans l'acclamé drame historique La Danseuse, de Stéphanie Di Giusto.
En 2017, il retrouve un second rôle comique de luxe mais aussi le réalisateur Nicolas Bary pour l'adaptation de la bande dessinée éponyme, Le Petit Spirou. Il y prête ses traits à M. Mégot, le prof de sport. Enfin, il partage l'affiche de la comédie belge Ôtez-moi d'un doute, de Carine Tardieu, avec sa compatriote Cécile de France.
L'année 2018 le voit passer pour la première fois à la réalisation avec Mon Ket, filmé en caméra cachée. Puis il est à l'affiche de la comédie noire Le monde est à toi, second long-métrage du réalisateur français Romain Gavras, et en 2019 à l'affiche de la comédie dramatique Fourmi. 

### Depuis 2020
En 2020, il est apparu dans trois films avec Le Prince oublié de Michel Hazanavicius, Mon cousin de Jan Kounen et Le Bonheur des uns... de Daniel Cohen. En 2021, il est également dans Cette musique ne joue pour personne de Samuel Benchetrit et 8 Rue de l'Humanité de Dany Boon .
En 2022, il joue le rôle d'un pilote d’hélicoptère Jean-Marc Bastos dans la comédie d'aventure Jack Mimoun et les secrets de Val Verde réalisé par Malik Bentalha et Ludovic Colbeau-Justin.

## Course au large

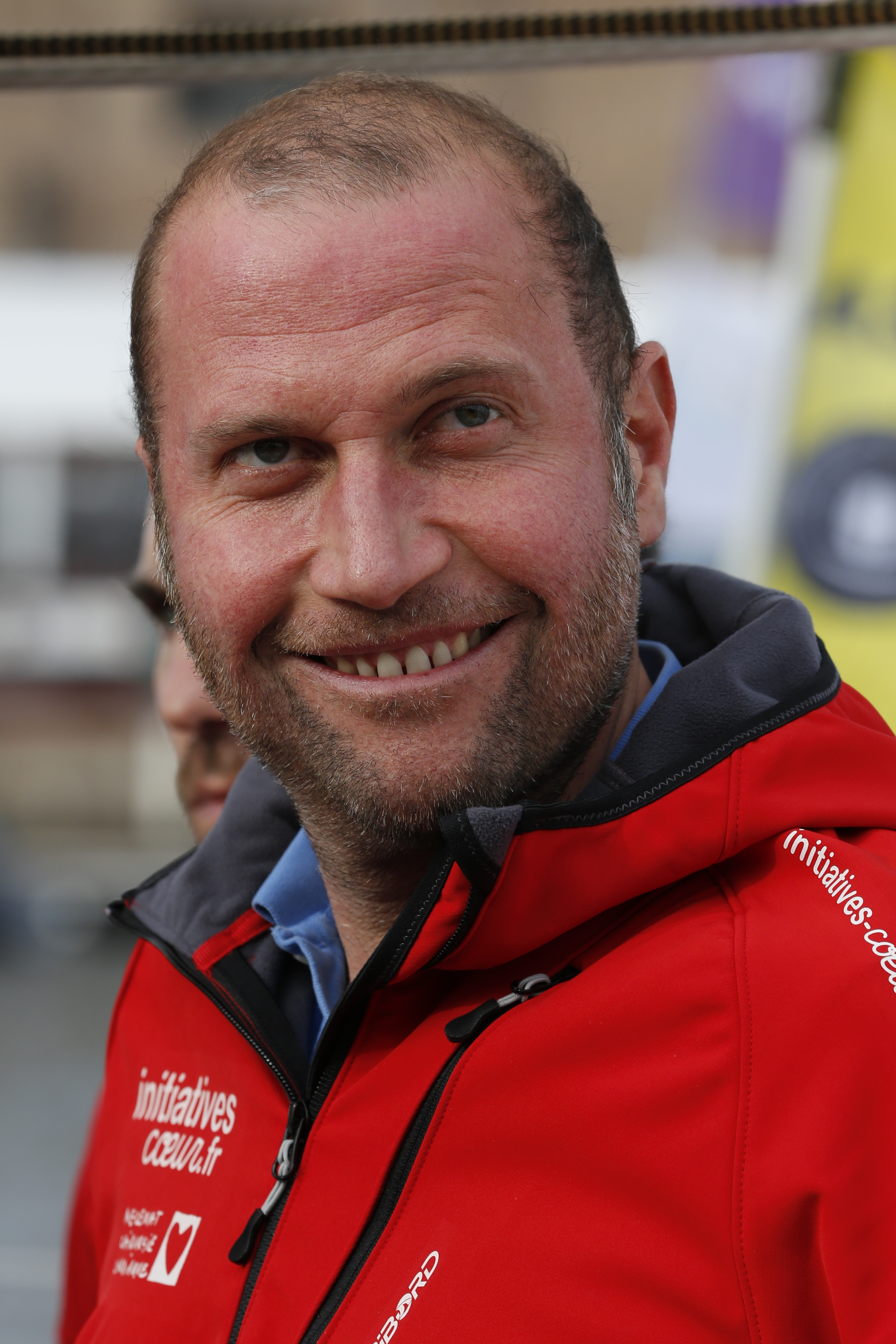
François Damiens à la Transat Jacques-Vabre 2013.

Le 13 mai 2013, Tanguy de Lamotte, skipper d'Initiatives-Cœur annonce que François Damiens sera son équipier pour la Transat Jacques-Vabre 2013. Le 28 novembre 2013, ils terminent à la 8e place, avec seulement 9 secondes d'avance sur leur concurrent Team Plastique.

## Anecdote
Il est trilingue : outre le français, sa langue maternelle, il parle néerlandais et anglais.

## Vie privée
Il a deux fils, Jack et Jimmy, nés en 2001 et 2003.

## Filmographie

### Cinéma

#### Années 2000
- 2000 : La Commune (Paris, 1871) de Peter Watkins : un réparateur de fusils de la Garde nationale
- 2006 : OSS 117 : Le Caire, nid d'espions de Michel Hazanavicius : Raymond Pelletier, directeur de la Société belgo-égyptienne d'élevage de poulet
- 2006 : Dikkenek d'Olivier Van Hoofstadt : Claudy Focan
- 2007 : Cowboy de Benoît Mariage : Franz
- 2007 : Taxi 4 de Gérard Krawczyk : Serge
- 2007 : Le Premier venu de Jacques Doillon : l'agent immobilier
- 2008 : 15 ans et demi de François Desagnat : Jean Maxence
- 2008 : JCVD de Mabrouk El Mechri : Le commissaire Bruges
- 2008 : La Personne aux deux personnes de Nicolas et Bruno : None, le médecin
- 2008 : Les Hauts Murs de Christian Faure : le surveillant-chef
- 2008 : Seuls Two d'Éric et Ramzy : le joueur de curling
- 2008 : Les Enfants de Timpelbach de Nicolas Bary : le livreur
- 2009 : Incognito d'Éric Lavaine : le vacancier belge
- 2009 : Le Petit Nicolas de Laurent Tirard : Monsieur Blédurt, le voisin
- 2009 : La Famille Wolberg d'Axelle Ropert : Simon Wolberg

#### Années 2010
- 2010 : Protéger et servir d'Éric Lavaine : Roméro
- 2010 : L'Arnacœur de Pascal Chaumeil : Marc
- 2010 : Krach de Fabrice Genestal : un trader
- 2010 : Rien à déclarer de Dany Boon : Jacques Janus
- 2011 : Une pure affaire d'Alexandre Coffre : David Pelame
- 2011 : Ni à vendre ni à louer de Pascal Rabaté : Monsieur Fraises
- 2011 : La Délicatesse de Stéphane et David Foenkinos : Markus
- 2012 : Torpedo de Matthieu Donck : Michel Ressac
- 2012 : Les Kaïra de Franck Gastambide : Claude Fachoune, le producteur
- 2012 : Tango libre de Frédéric Fonteyne : Jean-Christophe
- 2013 : Tip Top de Serge Bozon : Robert Mendès
- 2013 : Gare du Nord de Claire Simon : Sacha
- 2013 : Suzanne de Katell Quillévéré : Nicolas
- 2013 : Je fais le mort de Jean-Paul Salomé : Jean Renault
- 2014 : La Famille Bélier d'Éric Lartigau : Rodolphe Bélier
- 2015 : Les Cowboys de Thomas Bidegain : Alain
- 2015 : Le Tout Nouveau Testament de Jaco Van Dormael : François
- 2016 : Des nouvelles de la planète Mars de Dominik Moll : Philippe Mars
- 2016 : La Danseuse de Stéphanie Di Giusto : Marchand
- 2016 : Ils sont partout d'Yvan Attal : Roger
- 2017 : Le Petit Spirou de Nicolas Bary : M. Mégot, le prof de sport[29]
- 2017 : Ôtez-moi d'un doute de Carine Tardieu : Erwan
- 2018 : Mon Ket de lui-même : Dany Versavel
- 2018 : Le monde est à toi de Romain Gavras : René
- 2019 : Fourmi de Julien Rappeneau : Laurent

#### Années 2020
- 2020 : Le Prince oublié de Michel Hazanavicius : Pritprout
- 2020 : Mon cousin de Jan Kounen : Adrien Pastié
- 2020 : Le Bonheur des uns... de Daniel Cohen : Francis Léger
- 2021 : Cette musique ne joue pour personne de Samuel Benchetrit : Jeff
- 2021 : 8 Rue de l'Humanité de Dany Boon : Tony Boghassian
- 2022 : Adieu Paris ! d'Édouard Baer : Louki
- 2022 : En même temps de Benoît Delépine et Gustave Kervern : le patron du diner
- 2022 : Jack Mimoun et les secrets de Val Verde de Malik Bentalha et Ludovic Colbeau-Justin : Jean-Marc Bastos
- 2023 : La Guerre des Lulus de Yann Samuell : Abbé Turpin
- 2023 : Les Complices de Cécilia Rouaud : Max
- 2023 : La Graine d'Éloïse Lang : M. Peeters
- 2024 : Sous le vent des Marquises de Pierre Godeau : Alain
- 2024 : Le Procès du chien de Lætitia Dosch : Dariuch Michovski
- 2024 : L'Art d'être heureux de Stefan Liberski : Claude Fouasse
- 2025 : La Fille d'un grand amour d'Agnès de Sacy : Yves
- 2025 : L'amour, c'est surcoté de Mourad Winter : le père de Madeleine
- 2025 : T'as pas changé de Jérôme Commandeur

### Télévision
- 2001 : Le Grand Jeu d'Edouardo Martin (Étienne Dhaene) : Thomas (sous le pseudonyme Brian Courts)
- 2007 : Mariage surprise de Arnaud Sélignac (téléfilm) : Le traiteur
- 2022 : Les Amateurs (série Disney+) : Alban
- 2023 : LOL : qui rit, sort ! sur Amazon Prime : participation
- 2023 : Des gens bien

### Doublage

#### Films d'animation
- 2009 : Bob et Bobette : Les Diables du Texas : le shérif (création de voix)
- 2011 : Le Chat du Rabbin : Tintin (création de voix)
- 2012 : Sammy 2 : Philippe (création de voix)
- 2016 : Comme des bêtes : Duke
- 2025 : Les Schtroumpfs, le film : Razamel[40]

#### Web-séries
- 2018 : L'Épopée temporelle : mécanicien du « Titanic »

### En tant que réalisateur
- 2018 : Mon Ket

## Distinctions

### Ordres et autres honneurs
- Chevalier de l'ordre des Arts et des Lettres en 2011 (France)[16]

### Récompenses
- Festival international du film de comédie de l'Alpe d'Huez 2011 : Prix d'Interprétation masculine[15] pour Une pure affaire
- Festival international du film de Thessalonique 2013 : Meilleur acteur dans un second rôle pour Suzanne

### Nominations
- César 2011 : César du meilleur acteur dans un second rôle pour L'Arnacœur
- Magritte 2011 : Magritte du meilleur acteur dans un second rôle pour L'Arnacœur
- César 2014 : César du meilleur acteur dans un second rôle pour Suzanne
- César 2015 : César du meilleur acteur pour La Famille Bélier
- Globes de Cristal 2015 : meilleur acteur pour La Famille Bélier
- Magritte 2015 : Magritte du meilleur acteur pour Je fais le mort
- César 2016 : César du meilleur acteur pour Les Cowboys
- Magritte 2016 : Magritte du meilleur acteur pour La Famille Bélier
- Magritte 2017 : Magritte du meilleur acteur pour Les Cowboys
- Magritte 2018 : Magritte du meilleur acteur pour Ôtez-moi d'un doute
- Magritte 2019 : Magritte du meilleur acteur pour Mon Ket